# CD-ROM
CD-ROM (compact disc read-only memory) je vrsta zgoščenke, ki vsebuje podatke. So vrsta bralnega pomnilnika, ki ga računalniki lahko berejo, ne morejo pa nanj pisati ali ga izbrisati. Obliko CD-ROM je razvilo japonsko podjetje Denon in ga skupaj s podjetjem Sony predstavilo javnosti leta 1984. V 1990. letih so diski CD-ROM postali uveljavljen medij za distribucijo programske opreme in podatkov ter videoiger za igralne konzole. Njihovo uporabo so delno izpodrinili diski DVD-ROM in USB-ključki za prenašanje uporabniških podatkov, na primer fotografij.